# Мери Ен Николс
Мери Ен Николс (енгл. Mary Ann Nichols; Лондон, 26. август 1845 — Лондон, 31. август 1888) је по многима прва жртва злогласног Лондонског серијског убице Џека Трбосека који је 1888. убијао и сакатио проститутке у округу Витечапел.
Као и код осталих Трбосјекових жртава, подаци о њеном животу су мало познати. Када је убијена, имала је 43 године. Покопана у четвртак, 6. септембра 1888, а 1996. су градске власти испред њеног гроба ставили надгробни споменик. Њено тело је пронађено у три сата изјутра, 31. августa, пререзаног гркљана, готово одвојено од главе, са цревима обмотаним око врата и засеченим абдоменом; њени генитални органи били су такође расечени. Аутопсијом је утврђено да је убица леворук.
Тадашње новине (које су врвеле од чланака о убијеним женама, које су биле осакаћене и живе спаљене) посматрале су цео овај случај као „чудан“, истичући, на тај начин, особеност убичиног начина деловања.